# Efrén Cocíos
Efrén Cocíos Jaramillo (1944) en un abogado y político ecuatoriano.

## Trayectoria
Trabajó como docente de derecho en las universidades Central e Internacional. Además fue presidente del Tribunal de Garantías Constitucionales (de 1985 a 1986), vocal del Tribunal Electoral de Pichincha y prefecto provincial de Pichincha (de 1982 a 1984).
Fue elegido diputado nacional en las elecciones legislativas de 1988 para el periodo 1988-1992 por el partido Izquierda Democrática.
En las elecciones seccionales de 1998 fue elegido concejal de Quito, convirtiéndose en uno de los principales opositores del alcalde Roque Sevilla.
En agosto de 2000 fue nombrado vicealcalde de Quito con el apoyo de la Democracia Popular. Antes de terminar su periodo tuvo discrepancias con el expresidente Rodrigo Borja Cevallos que produjeron su separación de la Izquierda Democrática, partido del que ocupaba la dirección nacional.
En mayo de 2007 fue nombrado por el presidente Rafael Correa como embajador de Ecuador ante la Organización de Estados Americanos, centrando gran parte de su tiempo en el cargo en solucionar la crisis diplomática con Colombia provocada por el ataque en Angostura de marzo de 2008. En 2009 renunció al cargo de embajador.